# Уитстонов мост
Уитстонов мост или електроизмервателен мост на Уитстън е електрическа схема, която се използва за измерване по сравнителен метод на съпротивления (или други неелектрически величини, свързани със съпротивленията с известна зависимост). Предложен е през 1833 г. от Самуел Хънтър Кристи (англ. Samuel Hunter Christie), а през 1843 г. е усъвършенстван от Чарлз Уитстън
Принципът за измерване на съпротивлението е основан на изравняване на потенциалите на средните изводи на двата клона ABC и ADC.
1. В единия клон е включен двуполюсникът (резисторът), съпротивлението на който трябва да се измери ({\displaystyle R_{x}}).

Другият клон съдържа елемент, съпротивлението на който може да се регулира ({\displaystyle R_{2}}; например, потенциометър).
Между клоновете, в точките B и D се включва индикатор VG. Като индикатор може да се използва:
- галванометър;
- волтметър ({\displaystyle R_{G}} се приема за равно на безкрайност: {\displaystyle R_{G}=\infty });
- амперметър ({\displaystyle R_{G}} се приема за равно на нула: {\displaystyle R_{G}=0}).

Обикновено за индикатор се използва галванометър.
1. Съпротивлението {\displaystyle R_{2}} във втория клон се изменя, докато показанията на галванометъра не станат равни на нула, т.е. потенциалите на точките D и B не станат равни.

Когато галванометърът показва нула, се казва, че е настъпило „равновесие на моста“. При това:
- отношението {\displaystyle R_{2}/R_{1}} е равно на отношението {\displaystyle R_{x}/R_{3}}:

{\displaystyle {\frac {R_{2}}{R_{1}}}={\frac {R_{x}}{R_{3}}}}
откъдето
{\displaystyle R_{x}={\frac {R_{2}R_{3}}{R_{1}}};}